# Rosa donetzica
Rosa donetzica es una especie de planta del género Rosa, de la familia Rosaceae.

## Taxonomía
Rosa donetzica fue descrita por Dubovik en 1966.

## Distribución
Se encuentra en el territorio de la parte sur de Rusia europea y Ucrania.